# Pseudaphanostoma smithrii
Pseudaphanostoma smithrii är en plattmaskart som beskrevs av Hooge och Tyler 2003. Pseudaphanostoma smithrii ingår i släktet Pseudaphanostoma och familjen Isodiametridae. Inga underarter finns listade i Catalogue of Life.